# Калаван
Калаван (вірм. Կալավան) — село в марзі Гегаркунік, на сході Вірменії. Село розташоване на північний захід від міста Чамбарак, на південний схід від міста Діліжан та на південь від міста Іджеван. До складу сільради Калавану входить також село Барепат.

## Назва
До 1991 року село мало назву Амрхер (вірм. Ամրխեր, від тур. Amirheyir чи азерб. Əmirxeyir). Ця назва тюркського походження: з чоловічого імені Амір (жіночий різновид імені Аміра) та часточки хеїр, що означає «зрошена долина».
Назву села було змінено на Калаван 1991 року, після початку Карабаської війни та здобуття Вірменією незалежності. Тюркське населення, що до війни складало там переважну більшість, покинуло село.